# Cedar Point (Illinois)
Cedar Point es una villa ubicada en el condado de LaSalle en el estado estadounidense de Illinois. En el Censo de 2010 tenía una población de 277 habitantes y una densidad poblacional de 104,75 personas por km².

## Geografía
Cedar Point se encuentra ubicada en las coordenadas 41°15′54″N 89°7′34″O / 41.26500, -89.12611. Según la Oficina del Censo de los Estados Unidos, Cedar Point tiene una superficie total de 2.64 km², de la cual 2.64 km² corresponden a tierra firme y (0%) 0 km² es agua.

## Demografía
Según el censo de 2010, había 277 personas residiendo en Cedar Point. La densidad de población era de 104,75 hab./km². De los 277 habitantes, Cedar Point estaba compuesto por el 93.14% blancos, el 0% eran afroamericanos, el 1.81% eran amerindios, el 0% eran asiáticos, el 0% eran isleños del Pacífico, el 2.53% eran de otras razas y el 2.53% pertenecían a dos o más razas. Del total de la población el 6.5% eran hispanos o latinos de cualquier raza.